# Biggles
James "Biggles" Bigglesworth är huvudpersonen i en lång rad böcker av W.E. Johns. I de första böckerna är han stridspilot under första världskriget. Under mellankrigstiden åtar han sig privata uppdrag som pilot. När andra världskriget bryter ut tjänstgör han återigen som stridsflygare. Efter kriget arbetar han för Scotland Yard. Bigglesböckerna beskriver en enkönad värld; när en flicka förekom i en bok fick författaren massor av ilskna brev från läsare, som hotade med att sluta köpa böckerna, om inte "fåniga flickor" försvann ur dem (enligt Alla tiders bokserie, sid. 163). Det finns dock undantag - i första världskrigets slutskede förälskar sig Biggles i den vackra Marie Janis, som dock visade sig vara en tysk spion.

## Persongalleri

### James ”Biggles” Bigglesworth
Huvudpersonen i böckerna. Arbetar oftast med sina vänner som listas nedan men även andra personer brukar vanligtvis delta. Detaljerad information om Biggles utseende saknas men man brukar vanligtvis beskriva honom som rödlätt, smal, djupt liggande ljusbruna ögon och att han har "händer smala som en flickas". Han är även smart och lärde sig redan som ung att använda hjärnan. Biggles föddes i Indien i augusti 1899 av brittiska föräldrar, men på grund av att han ofta fick malariaanfall blev han skickad hem till England. Biggles har, vilket kanske inte är så känt, en egen beskriven filosofi, som lyder:
"När man flyger, så är antingen allting som det ska vara eller också är det inte det. Är allt som det ska, behöver man inte oroa sig. Är det inte, kan två saker hända. Antingen störtar man eller också störtar man inte.
Störtar man inte, så behöver man inte oroa sig. Störtar man, så inträffar ettdera av två ting.
Antingen blir man skadad eller också blir man inte skadad.
Är man oskadad finns det ingen anledning att oroa sig. Skadas man så inträffar ettdera av två ting. Antingen repar man sig eller också dör man.
Repar man sig behöver man inte oroa sig. Dör man kan man inte oroa sig." (Källa: "Biggles i fält", Bonniers, 1944.) I böckerna om Biggles insatser under första världskrigets två sista år utvecklas han från en novis med tio timmars flygvana till en erfaren och våghalsig stridspilot, märkt av kriget och på gränsen till utbrändhet.

### Algernon ”Algy” Lacey
Välborne Algernon Montgomery Lacey, vanligen kallad Algy, är från Wales, närmare bestämt Merioneth Towers, Merioneth, Merionethshire (Biggles Flies Again (1934, Biggles i Tropikerna). Större delen av det gamla Merionethshire tillhör i dag grevskapet Gwynedd. Algy är Biggles kusin och trogne vapendragare ända sedan första världskriget. När han anländer till 266:e divisionen (The Camels are Coming, 1932, Biggles åter i elden, i översättning av Göran Malmgren) säger Biggles "Men om han det allra minsta påminner om det lilla monster han var då, ja, då får vår himmelske fader hjälpa oss – och honom med för den delen. Han heter Algernon Montgomery och han såg ut för det också – någonting i sammet och spetsar som man inte ville ta i med tång en gång." Som väl är har Algy utvecklats en del sedan den tiden och blir en pålitlig medhjälpare som i de tidigare böckerna fyller rollen som den unge som läsaren kan identifiera sig med, innan Ginger kommer in i historien. Algy är något yngre än Biggles, beskrivs som ljus och brunögd och hade i ungdomen – det vill säga tidiga böcker – fräknar.

### Ginger Hebblethwaite
Ginger är en föräldralös yngling, som Biggles och Algy utbildar till pilot på 30-talet. Han är rödhårig och fräknig. Böckernas handling beskrivs ofta ur Gingers perspektiv. Han kan vara obetänksam och hamnar ofta i problematiska situationer som Biggles eller Algy räddar honom ur. Det är ett flertal gånger Ginger räddar Biggles och Algys liv.

### Lord Bertie Lissie
Bertie är en rik playboy som sluter sig till Biggles' kamratskara under andra världskriget. Han är i många avseenden en karikatyr av brittiska aristokrater på den tiden, bland annat bär han alltid monokel. Han är humoristiskt lagd, och säger ofta "gamle gosse" till de andra i gruppen. Inför Biggles och Lissies första möte har Raymond skrivit ett varningens brev till Biggles, där bland annat Lissie beskrivs, och då med orden "Han är kapten och i honom får du en utmärkt fastän kanske något originell gruppchef. Han flyger som satan själv och är fenomenalt skicklig med sina kulsprutor, men tyvärr har han nog en eller annan skruv lös." Efter deras första möte, vilket inkluderar en katt, en terrier och ett jakthorn, viskar Biggles jämmerligt: "Vad har jag gjort för att förtjäna detta?" (Källa: "Biggles i fält", Bonniers, 1944.)

### Major/Överste/General Raymond
Biggles överordnade. Kommer med uppdrag av mer eller mindre otrevlig karaktär. Dessa innefattar ofta landning bakom fiendens linjer. Raymond blir sedermera Biggles chef på Scotland Yard.

### Sergeant Smyth
Mekaniker. Förekommer i en del böcker, men långt ifrån alla.

### ”Wilks” Wilkinson
Pilot och eskaderchef, precis som Biggles. De båda är vänner och har en vänskaplig rivalitet om vilken flygplanstyp som är bäst i strid. Under Första världskriget flög Biggles (med eskader) Sopwith Camel och Wilks flög RAF SE5a, medan under Andra världskriget flygplanstyperna var Supermarine Spitfire respektive Hawker Hurricane. Wilks är även med i boken "Biggles Flies North" (Biggles flyger norrut) som utspelar sig i Kanada under mellankrigstiden.

### Erich von Stalhein
von Stalhein är Biggles farligaste fiende, som i tur och ordning arbetar för Kejsardömet Tyskland, Tredje riket och Warszawapakten. Han är en skicklig underrättelseofficer men möter alltid sin överman i form av Biggles. von Stalhein utmärks av sitt aristokratiska manér och sin ovana att kedjeröka cigaretter i ett långt munstycke. von Stalhein arbetade för Sovjetunionen innan han blir Biggles gode vän när denne räddar honom från ett sovjetiskt fängelse på Sachalin i "Biggles Buries a Hatchet"/"Biggles möter Mig 21" från 1958. von Stalhein bosätter sig sedermera i Kensington i London och för ett stillsamt liv, men förekommer i ett par senare Biggles-böcker.

## Böcker
Originaltiteln återges i kursiv stil. Vissa titlar har aldrig blivit översatta till svenska och vissa har delats upp och antingen infogats i andra berättelser eller slagits ihop och bildat nya.
1. 1932 — Biggles åter i elden (även "Biggles tar chansen") (The Camels are Coming)
2. 1933 — Biggles och inkaskatten (The Cruise of the Condor)
3. 1934 — Biggles, stridsflygaren (Biggles of the Camel 
Squadron)
4. 1934 — Biggles i tropikerna (Biggles Flies Again)
5. 1935 — Biggles i strid (Biggles Learns To Fly)
6. 1935 — Biggles och den hemliga flygbasen (The Black Peril)
7. 1935 — Biggles flyger österut (Biggles Flies East)
8. 1935 — Biggles i Tibet (Biggles Hits the Trail)
9. 1935 — Biggles in France
10. 1936 — Biggles & Co (Biggles & Co)
11. 1936 — Biggles flyger söderut (Biggles in Africa)
12. 1937 — Biggles eskaderchef (Biggles - Air Commodore)
13. 1937 — Biggles flyger västerut (Biggles Flies West)
14. 1938 — Biggles i oasen (Biggles Flies South)
15. 1938 — Biggles i fara (Biggles Goes To War)
16. 1939 — Biggles på västfronten (The Rescue Flight)
17. 1939 — Biggles i Spanien (Biggles in Spain)
18. 1939 — Biggles flyger norrut (Biggles Flies North)
19. 1940 — Biggles i hemlig tjänst (Biggles - Secret Agent)
20. 1940 — Biggles i Östersjön (Biggles in the Baltic)
21. 1940 — Biggles i Söderhavet (Biggles in the South Seas)
22. 1941 — Biggles i Norge (Biggles Defies the Swastika)
23. 1941 — Biggles i Finland (Biggles Sees It Through)
24. 1941 — Biggles i fält (även "Med Biggles över kanalen") 
(Spitfire Parade)
25. 1942 — Biggles i djungeln (Biggles in the Jungle)
26. 1942 — Biggles i öknen (Biggles Sweeps the Desert)
27. 1943 — Biggles märkligaste uppdrag (Biggles - Charter Pilot)
28. 1943 — Biggles på Borneo (Biggles in Borneo)
29. 1943 — Biggles i knipa (Biggles Fails To Return)
30. 1945 — Biggles i orienten (Biggles in the Orient)
31. 1946 — Biggles slår till (Biggles Delivers the Goods)
32. 1947 — Biggles rensar luften (Sergeant Bigglesworth CID)
33. 1948 — Biggles på ubåtsjakt (Biggles' Second Case)
34. 1948 — Biggles jagar storvilt (Biggles Hunts Big Game)
35. 1948 — Biggles i Paradisdalen (Biggles Takes a Holiday)
36. 1948 — Biggles flyger vidare och andra berättelser (Comrades in Arms)
37. 1949 — Biggles i Antarktis (Biggles Breaks the Silence)
38. 1950 — Biggles landar i Kina (Biggles Gets His Men)
39. 1951 — Biggles i Arabien (Another Job For Biggles)
40. 1951 — Biggles första kupp (Biggles Goes To School)
41. 1951 — Biggles som flygdetektiv (Biggles - Air Detective)
42. 1952 — Biggles och luftpiraterna (Biggles Works It Out)
43. 1952 — Biggles ordnar saken (Biggles Takes the Case)
44. 1952 — Biggles på farlig mark (Biggles Follows On)
45. 1953 — Biggles och den svarte rövaren (Biggles and the Black Raider)
46. 1953 — Biggles farligaste fiende (Biggles in the Blue)
47. 1953 — Biggles går till attack (Biggles in the Gobi)
48. 1953 — Biggles of the Special Air Police
49. 1954 — Nära ögat för Biggles (Biggles Cuts It Fine)
50. 1954 — Biggles söker en skatt (Biggles and the Pirate 
Treasure)
51. 1954 — Biggles i främlingslegionen (Biggles Foreign 
Legionnaire)
52. 1954 — Biggles Pioneer Air Fighter
53. 1955 — Biggles på atomjakt (Biggles in Australia)
54. 1955 — Biggles och dollarkuppen (Biggles' Chinese Puzzle)
55. 1956 — Biggles of 266
56. 1956 — Biggles i Liberia (No Rest For Biggles)
57. 1956 — Biggles spelar högt (Biggles Takes Charge)
58. 1957 — Biggles och smugglarna (Biggles Makes Ends Meet)
59. 1957 — Biggles of the Interpol
60. 1957 — Biggles går i fällan (Biggles on the Home Front)
61. 1958 — Biggles går i fällan (Biggles Presses On)
62. 1958 — Biggles och den mystiska ön (Biggles on Mystery Island)
63. 1958 — Biggles möter Mig-21 (Biggles Buries a Hatchet)
64. 1959 — Biggles in Mexico
65. 1959 — Biggles och Interpol (Biggles' Combined Operation)
66. 1959 — Biggles på guldjakt (Biggles at the World's End)
67. 1960 — Biggles möter leopardmännen (Biggles and the Leopards of Zinn)
68. 1960 — Biggles flyger mot öster (Biggles Goes Home)
69. 1960 — Biggles jagar kidnapparna (Biggles and the Poor Rich Boy)
70. 1961 — Biggles och den försvunna staden (Biggles Forms a Syndicate), ISBN 91-32-12339-6
71. 1961 — Biggles och den mystiske miljonären (Biggles and the Missing 
Millionaire)
72. 1962 — Biggles Goes Alone
73. 1962 — Biggles och atomprofessorn (Orchids for Biggles)
74. 1962 — Biggles gillrar en fälla (Biggles Sets a Trap)
75. 1963 — Biggles och den hemlighetsfulla ön (Biggles Takes It Rough)
76. 1963 — Biggles gör rent hus (Biggles Takes a Hand)
77. 1963 — Biggles farligaste uppdrag (Biggles' Special Case)
78. 1963 — Biggles och flygplansmysteriet (Biggles and the Plane That 
Disappeared)
79. 1963 — Biggles på hemligt uppdrag (även Biggles och narkotikaligan) 
(Biggles Flies To Work)
80. 1964 — Biggles and the Lost Sovereigns
81. 1964 — Biggles och Mr X (Biggles and the Black Mask)
82. 1964 — Biggles Investigates
83. 1965 — Biggles bakom järnridån (Biggles Looks Back)
84. 1965 — Biggles på hett spår (Biggles and the Plot That Failed)
85. 1965 — Biggles och Blå Månen (Biggles and the Blue Moon)
86. 1965 — Biggles Scores a Bull
87. 1966 — Biggles och djungelflygarna (Biggles in the Terai)
88. 1966 — Biggles and the Gun Runners
89. 1967 — Biggles i Afrika (Biggles Sorts It Out)
90. 1967 — Biggles och spökflygaren (Biggles and the Dark Intruder)
91. 1967 — Biggles i Kanada (Biggles and the Penitent Thief)
92. 1967 — Biggles and the Deep Blue Sea
93. 1968 — The Boy Biggles
94. 1968 — Biggles in the Underworld
95. 1969 — Biggles och indianguden (Biggles and the Little Green God)
96. 1969 — Biggles och helikopterkuppen (Biggles and the Noble Lord)
97. 1970 — Biggles och människosmugglarna (Biggles Sees Too Much)
98. 1997 — Biggles Does Some Homework
99. 1999 — Biggles Air Ace: The Uncollected Stories

## Serier
Tecknade serieversioner av Biggles har kommit från flera olika länder.
Flera svenska versioner har gjorts. På 1940-talet producerades en veckoserie av Björn Karlström. Även Göte Göransson tecknade en tolvsidig Biggles-serie för tidningen Teknikens värld på 50-talet: "Biggles i Borneo". Under 1970- och 1980-talen gav Semic ut seriealbum med "Biggles" tecknade av Karlström och pseudonymen Stig Stjernvik.
Brittiska versioner har gjorts av bland andra Ron S. Embleton och Mike Western. På senare år har nya äventyr producerats på franska av Eric Loutte, Michel Oleffe, Francis Bergèse, Franck Brichau och Frank Leclerc. Det senaste albumet, "Chappal Wadi", utkom på 2006 på Le Lombard förlag.

### Utgivning
Album från Semic Press
1. "Sargassomysteriet", Björn Karlström, 1977
2. "Operation Guldfisken", Björn Karlström, 1978
3. "Möte med tigern", Björn Karlström, 1978
4. "Hotet från rymden", Björn Karlström, 1979
5. "Slutspel i Kalahari", Jerk Sander & Stig Stjernvik, 1982
6. "Drama i Gibraltar", Jerk Sander & Stig Stjernvik, 1983
7. "Den hemliga eskadern", Jerk Sander & Stig Stjernvik, 1984

## Radio, TV och film
Biggles har även figurerat på radio, TV och film. Över 1000 15-minutersavsnitt av den australiensiska radioserien “The Air Adventures of Biggles” spelades in i Australien på 1940- och 1950-talet. 1960 kom 44 episoder av den brittiska tv-serien "Biggles". 1986 kom biofilmen “Biggles – Adventures in time” som dock har föga att göra med den "riktige" Biggles.